# La sangre de la aurora
La sangre de la aurora es una novela de ficción histórica de la escritora peruana Claudia Salazar Jiménez publicada en 2013. Ha sido traducida al inglés por Elizabeth Bryer (titulada Blood of the Dawn) y presentada en la ciudad de Nueva York, donde reside actualmente[¿cuándo?] la autora. La obra recibió el premio Las Américas de Novela en el 2014 por ser la mejor obra escrita en español en el 2013. En el 2016 fue considerada por la BBC como una de sus 10 lecturas recomendadas.

## Argumento
Situada en el contexto histórico de conflicto armado interno entre el grupo terrorista Sendero Luminoso y el Estado peruano, la novela narra la vivencia de tres mujeres: Marcela, una militante senderista; Modesta, una campesina; y Melanie, una fotoperiodista, a partir de sus propias personificaciones de la guerra interna, su vida antes y después del estallido de ésta.

## Proceso escritural
Claudia Salazar Jiménez partió de una de las masacres más atroces que Perú ha presenciado para escribir su obra literaria. En 2007 fue parte de un taller literario coordinado por la escritora chilena Diamela Eltit en el que leyó un relato que posteriormente se convertiría La sangre de la aurora. En su labor de investigación para la escritura de la novela, realizó una búsqueda en los archivos de la Comisión de la Verdad y Reconciliación, donde han sido reunidos más de 16 mil testimonios tanto de las víctimas como de los victimarios, para la construcción de un verdadero corpus variado de perspectivas que le permitieran cruzar los relatos de sus protagonistas.

## Temas
Al ser una ficción histórica la novela problematiza la interacción entre la realidad y la ficción para establecer un vínculo crítico entre el pasado y el presente. Toma como punto de partida el papel de la mujer en los conflictos armados y su consiguiente enunciación historiográfica de los eventos. Lejos de una perspectiva que desee establecer una versión única, la novela apunta a crear una memoria del cuerpo reescribiendo la historia desde el punto de vista del deseo, con un sentido múltiple, según la estructura de la memoria individual que en esa articulación narrativa se vuelve colectiva y política. Asimismo, conceptualiza el cuerpo para tomarlo como uno de sus ejes, el cual se retrata, desde la visión vulnerable del cuerpo femenino, más allá de su carácter material o simbólico, como producción de significado social y subjetivo.

## Personajes
Uno de los conceptos para entender la composición de las tres protagonistas es la interseccionalidad noción que fue desarrollada por la académica estadounidense Kimberlé Williams Crenshaw, quien lo utilizó como herramienta legal para evidenciar y agudizar la violencia que muchas de las mujeres experimentaban por sus propias y diversas situaciones socio-simbólicas. La sangre de la aurora hace uso de la interseccionalidad como dispositivo retórico para crearles una identidad a sus protagonistas, categorizándolas como mujeres para unirlas, pero diferenciándolas para demostrar y validar la multiplicidad de vivencias dentro del espectro mujer.

### Marcela
Marcela es una mujer de clase media baja, ex-profesora que ha dejado su labor institucional como madre y esposa para alistarse en la filas del grupo terrorista conocido como Sendero Luminoso. Es detenida e interrogada por las fuerzas estatales del gobierno peruano tras los eventos acaecidos en los conflictos armados, sufriendo la opresión violenta de quienes la interrogan.

### Melanie
Fotoperiodista a la que se le ha asignado cubrir las luchas internas entre los grupos terroristas, el Estado y la sociedad civil. Melanie es una mujer peruana que viaja constantemente al extranjero y goza de un estatus privilegiado que le permite frecuentar centros nocturnos, vivir alejada del estado nacional de Perú y preservar un amor lésbico. En su labor como periodista, visita muchas zonas de desastre, por lo que sufre múltiples choques emocionales mientras está allí.

### Modesta
Campesina de recursos bajos que vive en Lucanamarca dentro de su comunidad Modesta cumple una labor como matrona, trabajadora de la tierra y cuidadora de la familia y los animales. Cuando el conflicto armado llega a Lucanamarca presencia el asesinato de su compañera Justina a manos del grupo terrorista y, por su parte, es violada por una multitud de hombres frente a su hijo; consiguientemente se propone lidiar con las marcas que estos sucesos le han dejado.

## Estilo
El entrecruzamiento de las voces de las tres protagonistas –cada una con su persona gramatical asignada– se desarrolla a partir de la polifonía y de la fragmentariedad de la sintaxis que en ocasiones apela a las onomatopeyas y a la omisión de signos de puntuación. La fragmentariedad se relaciona con los sentires de las personajes; la ruptura que empieza por la sintaxis y termina por las palabras rasga el orden simbólico para que aparezca lo real: fragmentos de historia que se incrustan, sin elaboración en la trama de la ficción, sino como pura exclamación. Además, se hallan dispuestas alrededor de todo el libro, citas de personajes masculinos históricos como Lenin y Marx, entre otros.

## Recepción
La sangre de la aurora ha recibido críticas positivas de parte del público y de la crítica latinoamericana, estadounidense y parte de Europa. quienes resaltan el uso de mecanismos literarios y retóricos como: la polifonía, el extendido uso del monólogo interior mezclado con la designación de la primera, segunda y tercera persona gramatical del español a cada una de las protagonistas, y una narración fragmentada que engloba una sola realidad desplegada en tres historias diferentes. Ha sido valorada como: “una novela necesaria, con el vértigo que a cada acto se imprime la consciencia de ser seres políticos”. Por otro lado, la escritora chilena Diamela Eltit, quien impartió el Taller donde inició la novela, la describe así: "La sangre de la aurora es una novela que trabaja de manera precisa sus materiales para abordar con maestría la muerte y la sobrevivencia, la locura y, muy especialmente, la precipitación del caos criminal que pulveriza la confianza en la estabilidad de los pactos humanos”. Asimismo, el reconocido escritor español Antonio Muñoz Molina señaló que: “Lo que me gustó descubrir en Claudia Salazar es lo que me gusta más de las novelas, una mirada de atónita de horror, curiosidad y compasión”.
Durante el año 2016, fue enlistada como uno de los diez libros recomendados por la BBC Londres; además fue acreedora al Premio de las Américas en el 2014.

## Ediciones en otras lenguas
En el 2016, la organización literaria sin fines de lucro, Deep Vellum, editó La sangre de la aurora, traduciéndola al inglés por Elizabeth Bryer, escritora y traductora originaria de Australia, quien en su momento ayudó a Claudia Salazar Jiménez a afianzar su relación con Deep Vellum. Este organismo se ha encargado de las traducciones de autores como Ricardo Piglia y Sergio Pitol. 